# Дони Браско
Дони Браско (енгл. Donnie Brasco) је биографски драмски трилер филм из 1997. године, који је режирао Мајк Њуел, са сценаријом Пола Атанасија. Главне улоге тумаче Ал Пачино и Џони Деп. Филм је заснован на догађајима из живота Џозефа Доминика Пистонеа, агента ФБИ. Џо Пистоне се придружио мафијашкој породици Бонано у Њујорку 1970-их, под именом измишљеног крадљивца драгуља, Донија Браска. Његов рад је довео до хапшења и осуде 120 гангстера. Филм је номинован за награду Оскар за најбољи адаптирани сценарио.

## Радња
Агент ФБИ Џо Пистоун (Џони Деп), под псеудонимом „Дони Браско“, улази у свет криминала и стиче поверење Бенџамина „Лефтија“ Руђера (Ал Пачино), етаблираног члана бруклинске италијанско-америчке криминалне банде, мафијашке „породице Бонано“ у Њујорку. „Лефти“ му помаже да уђе у круг криминалаца, гарантујући за њега. Учесник који гарантује за новог члана одговара својим животом, ако се овај други покаже као издајник, или на било који други начин изневери мафијашка правила. Сам „Лефти” већ 30 година обавља функције „војника”, што га веома растужује. Не може да нађе заједнички језик са рођеним сином Томијем (Лери Романо), који је постао наркоман и већ неколико пута замало умро од предозирања.
Пистонеов лични живот пати, због природе његовог посла. Супруга Меги (Ен Хејч) све чешће прави скандале, а деца, коју једва виђа, одрастају без оца. Пистоне и „Лефти“ брзо постају пријатељи. Пистоне почиње да схвата да више не игра Донија Браска, већ постаје он у стварности.
У Бруклину на власт долази Доминик „Црни Сони” Наполитано (Мајкл Медсен), незадовољан ниским примањима, који је у ривалству са другим капоређиме мафијашке породице Бонано, Алфонсом „Сони Ред” Инделикатом (Роберт Мијано). ФБИ додељује Донију задатак да покрије њиховог агента Ричи Гацоа (Роко Систо) у Мајамију, који је на ивици неуспеха. Дони предлаже да „Црни Сони” прошири операције на Флориди. Током полицијске рације у ноћном клубу, Дони сакрива торбу у којој се налази 300.000 долара. Сони почиње да сумња да у редовима организације делује доушник. Међутим, друга особа је проглашена доушником и убијена.
ФБИ одлучује да заустави операцију. Дони Браско, схватајући да у овом случају „Лефтију“ прети смрт од стране мафије, спреман је да му понуди скривени новац да се сакрије. Након хапшења, обојица су пуштени, а званичник ФБИ-ја (Џери Бекер) обавештава „Црног Сонија“ и „Лефтија“ да је Дони њихов запосленик. Увече се у стану „Лефтија“ чује телефонски позив, „позван је“. Схвативши да ће бити убијен због увођења „пацова“ у организацију, Лефти одлази, остављајући код куће накит и новац.
За своје херојство, Џо Пистоне добија медаљу и 500 долара бонуса од ФБИ-а. Он и његова супруга живе под различитим именима и под заштитом ФБИ, мафија је објавила да је спремна да да награду од 500 хиљада долара за његово убиство.

## Улоге
| Глумац           | Улога                                     |
| ---------------- | ----------------------------------------- |
| Ал Пачино        | Бенџамин „Лефти“ Руђеро                   |
| Џони Деп         | Џо Пистоне, алиас Дони Браско             |
| Мајкл Медсен     | Доминик „Црни Сони” Наполитано            |
| Бруно Кирби      | Николас „Ники Маут” Сантора               |
| Џејмс Русо       | Џон „Поли” Церсани                        |
| Ен Хејч          | Меги Пистоне                              |
| Жељко Иванек     | Тим Керли                                 |
| Џери Бекер       | Дин Блендфорд, ФБИ                        |
| Роберт Мијано    | Алфонс „Сони Ред” Инделикато              |
| Брајан Тарантина | Ентони „Бруно” Инделикато, Сони Редов син |
| Роко Систо       | Ричи Гацо                                 |
| Зак Гренијер     | доктор Бергер                             |
| Волт Макферсон   | шериф                                     |
| Рони Фарер       | Анет                                      |
| Тери Серпико     | власник стриптиз клуба                    |
| Гречен Мол       | Сонијева девојка                          |
| Тони Лип         | Фили Лаки                                 |
| Џорџ Анџелика    | Велики Трин                               |
| Вел Ејвери       | Санто Трафиканте                          |
| Медисон Арнолд   | Џили                                      |
| Лери Романо      | Томи Руђеро, Лефтијев син                 |
| Тим Блејк Нелсон | ФБИ техничар 1                            |
| Пол Џијамати     | ФБИ техничар 2                            |